# Richard Mucke

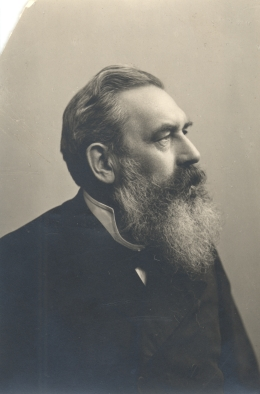
Richard Mucke

Johann Richard Mucke (* 23. März 1846 in Pirna; † 10. November 1925 in Pötzscha) war ein deutscher Geograph, Ethnologe und Statistiker in Dorpat.

## Leben
Mucke studierte an der Universität Leipzig und der Philipps-Universität Marburg. Er wurde 1869 in Leipzig zum Dr. phil. promoviert. Seit 1878 habilitiert, war er von 1881 bis 1884 a.o. Professor an der Königlichen Universität zu Greifswald. In Greifswald heiratete er 1883 Hedwig George, die Tochter eines Greifswalder Universitätsprofessors. 1884 folgte er dem Ruf auf den Lehrstuhl der Kaiserlichen Universität Dorpat, wo er bis 1909 Ordinarius für Geographie, Ethnographie und Statistik war. 1906 wurde er Kaiserlich-russischer Wirklicher Staatsrat. Er gilt als Begründer der ethnologischen Urgeschichtsforschung. Seinen Lebensabend verbrachte er in Pötzscha in der Sächsischen Schweiz. Seit 1866 war er Mitglied, später Ehrenmitglied des Corps Thuringia Leipzig.

## Werke
- Die Urbevölkerung Griechenlands und ihre allmähliche Entwickelung zu Volksstämmen. 2 Halbbände. Leipzig: Oswald Weigel 1927–1929.